# Porongo (municipio)
Porongo (antigua Ayacucho) es una localidad y municipio boliviano ubicado en la provincia Andrés Ibáñez en el departamento de Santa Cruz, usualmente considerado parte del área metropolitana de Santa Cruz de la Sierra.

## Toponimia
El vocablo “Porongo” se deriva de la palabra guaraní “poro”, que era el nombre dado por los guaraníes al fruto de una planta trepadora que abundaba en la región. Este fruto de gran tamaño era secado y utilizado en las viviendas para conservar agua fresca o alimentos. Otros lo denominaban “porongo”. Fray Santiago del Rivero fundó la misión el 22 de febrero de 1714, denominándola “San Juan Bautista de Porongo”.

## Ubicación
El municipio de Porongo es uno de los cinco municipios de la provincia de Andrés Ibáñez. Limita al norte con la provincia de Sara, al oeste con la provincia de Ichilo, al suroeste con el municipio de El Torno, al sureste con el municipio de La Guardia, y al este con el municipio de Santa Cruz de la Sierra. La localidad central del distrito es Porongo en la parte sureste y cuenta con 1.678 habitantes (censo 2001).

## Geografía
El municipio de Porongo se encuentra al este de la Cordillera Oriental en el borde de las tierras bajas de Bolivia y bordea a través del Río Piraí por el este al municipio de Santa Cruz. La región tiene un suelo lodoso y semi-húmedo con un clima tropical, con pequeñas variaciones en el día y la noche. 
La precipitación anual en la región es de alrededor de 1000 mm, la temperatura media anual es de 24 °C. Tiene una breve estación seca que es de julio a agosto con una precipitación mensual de sólo 30 a 40 mm y un largo periodo de humedad, entre diciembre-febrero, con lecturas mensuales de 135 y 160 mm. La temperatura promedio mensual es de entre 20 °C en junio y julio, y 26 °C de octubre a diciembre.

## Demografía
De acuerdo con el censo boliviano de 2024, la población del municipio de Porongo es de 23 016 habitantes.
La población del municipio aumentó casi cinco veces entre 1992 y 2024:
| Año  | Habitantes (municipio) | Fuente |
| ---- | ---------------------- | ------ |
| 1992 | 4.690                  | Censo  |
| 2001 | 11.085                 | Censo  |
| 2012 | 15.201                 | Censo  |
| 2024 | 23.016                 | Censo  |

Este incremento poblacional se ha dado principalmente en la zona del Urubó, un área de urbanizaciones nuevas que colinda con el municipio de Santa Cruz de la Sierra al otro lado del río Piraí, al cual se puede llegar cruzando el Puente Mario Foianini.
La densidad poblacional del municipio en el censo de 2001 fue de 11,9 habitantes / km², la esperanza de vida de los recién nacidos en el año 2001 fue de 62,7 años. La tasa de alfabetización entre los mayores de 15 años de edad fue 86,0 por ciento en 2001.
Debido a la migración histórica de la población agrícola en el siglo XX, la región cuenta con una cierta proporción de indígenas en su población: En el municipio de Porongo existe un 13,0 por ciento de población llegada desde otras partes del país, de habla quechua.

## Transporte
Porongo se ubica a 20 kilómetros por carretera al suroeste de Santa Cruz de la Sierra, la capital del departamento.
Desde Porongo, un camino pavimentado conduce dieciocho kilómetros al noreste hasta llegar a la zona del Urubó, donde el Puente Mario Foianini cruza el río Piraí, de 300 m de ancho, y después de otros dos kilómetros llega al cuarto anillo de Santa Cruz.
Otras conexiones viales parten desde Porongo en dirección oeste y suroeste, cruzan el río Piraí y llegan a las localidades de El Carmen y Villa Simón Bolívar por la carretera asfaltada Ruta 7, que va de Santa Cruz de la Sierra a Cochabamba.
Otra forma de llegar es por el Puente Arq. Cristóbal Roda Daza que cruza el río Piraí, proveyendo otra conexión víal entre los municipios de Porongo y Santa Cruz de la Sierra.

## Turismo

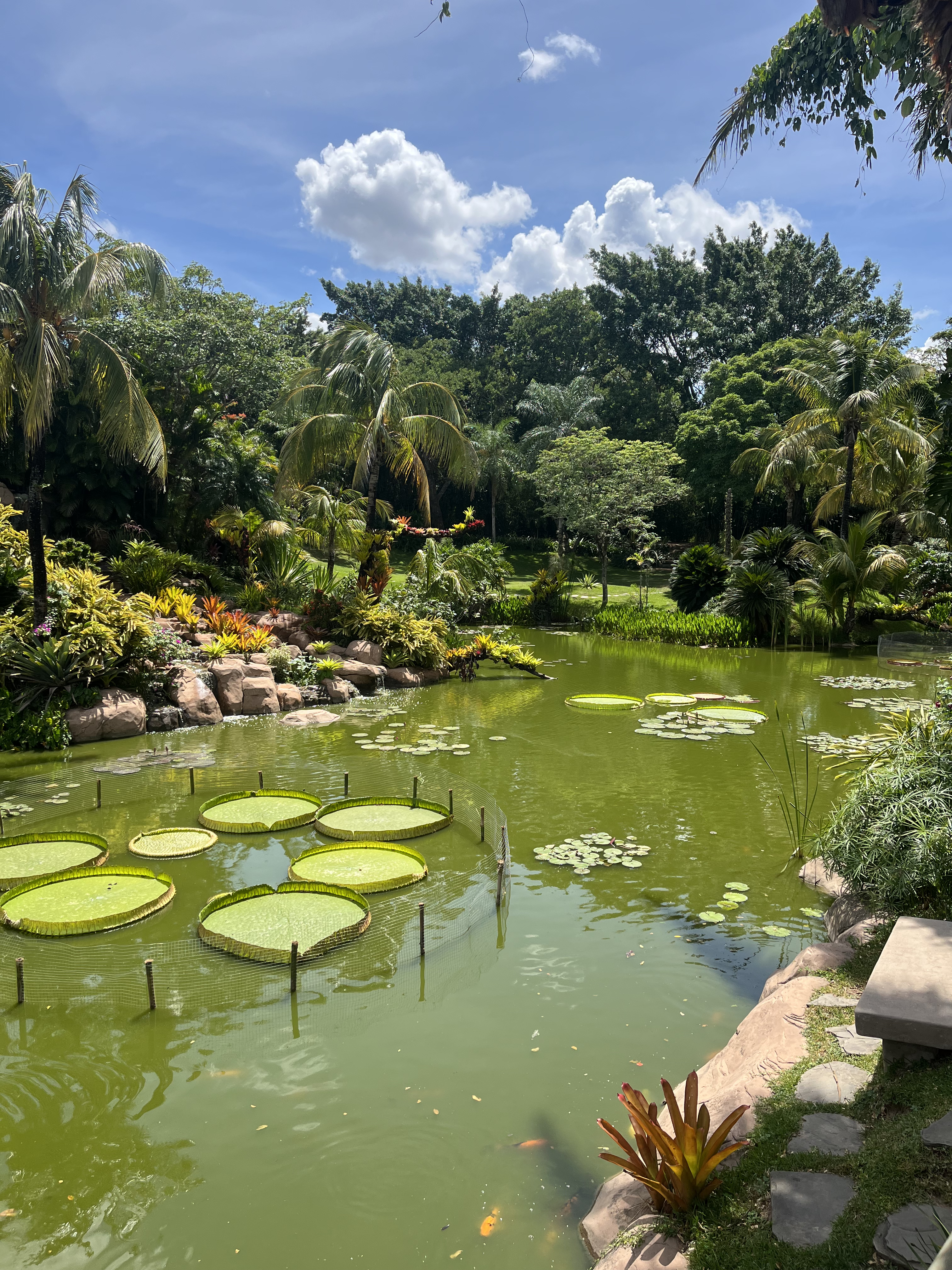
Especímenes de la Victoria boliviana en un ecoparque del municipio de Porongo.

El municipio de Porongo es un lugar notablemente frecuentado tanto por la gente que vive en la vecina ciudad de Santa Cruz como por los turistas que llegan a esta región de Bolivia. El pueblo es un atractivo turístico debido a su tranquilidad y la diversa oferta para disfrutar platos típicos del oriente boliviano. En la zona del Urubó, al este del municipio, se encuentran destinos turísticos aprovechados por los habitantes del área metropolitana. Uno de estos es el ecoparque y restaurante La Rinconada, donde en 2023 se midió la hoja no dividida más grande del mundo, perteneciente a la planta acuática Victoria boliviana (nenúfar gigante), certificado como un récord Guinness.
El lugar de Espejos, en la parte sur del municipio, es conocido por sus cascatas y piscinas naturales.  Es accesible a partir de San José (en el municipio de La Guardia).
En el municipio se encuentra el área protegida Monumento natural Espejillos, que es también una de las puertas de entrada al Parque Nacional Amboró. Espejillos cuenta con zonas para tomar baños y disfrutar de las cascadas naturales, donde también hay senderos para realizar caminatas. Cuenta con un área de acampada, zona de descansos y alojamiento.